# Finidi George
Finidi George, född den 15 april 1971 i Port Harcourt, är en nigeriansk före detta professionell fotbollsspelare som spelade som höger yttermittfältare.

## Meriter

### Klubblag
- Ajax
  - Nederländska ligan: 1993/94, 1994/95, 1995/96
  - Uefa Champions League: 1994/95; Andra plats 1995/96
  - Uefa Super Cup: 1995
  - Interkontinentala cupen: 1995
  - Nederländska supercupen: 1994, 1995

- Real Betis
  - Spanska cupen: Andra plats 1996/97

### Landslag
- Afrikanska mästerskapet i fotboll: 1994; Andra plats 2000; Tredje plats 1992, 2002